# Površinsko kaljenje
Površinsko kaljenje je kaljenje površinske plasti izdelka iz železove zlitine. S posebnimi načini ogrevanja se segreje na temperaturo kaljenja le površina, v večini jedra pa je temperatura enaka temperaturi okolice. Časi ogrevanja so zelo kratki, zato pa so temperature kaljenja (avstenitizacije) bistveno večje kakor pri prostorninskem kaljenju jekla, za približno 50 do 100º K. 
S površinskim kaljenjem se v prvi vrsti povečata trajna dinamična (konstrukcijska) trdnost in obrabna obstojnost. Povečanje trajne dinamične trdnosti je posledica ugodne porazdelitve in velikosti notranjih napetosti, nastalih pri površinskem kaljenju, in mehanskih lastnosti površine ter jedra.
Potrebno hitro segrevanje jekla dosežemo: 
- z induktivnim ogrevanjem s tokom velike frekvence,
- z ogrevanjem s plamenom visoke temperature,
- z ogrevanjem z laserjem ali elektronskim snopom.